# Hermann Schmidt (Dirigent)

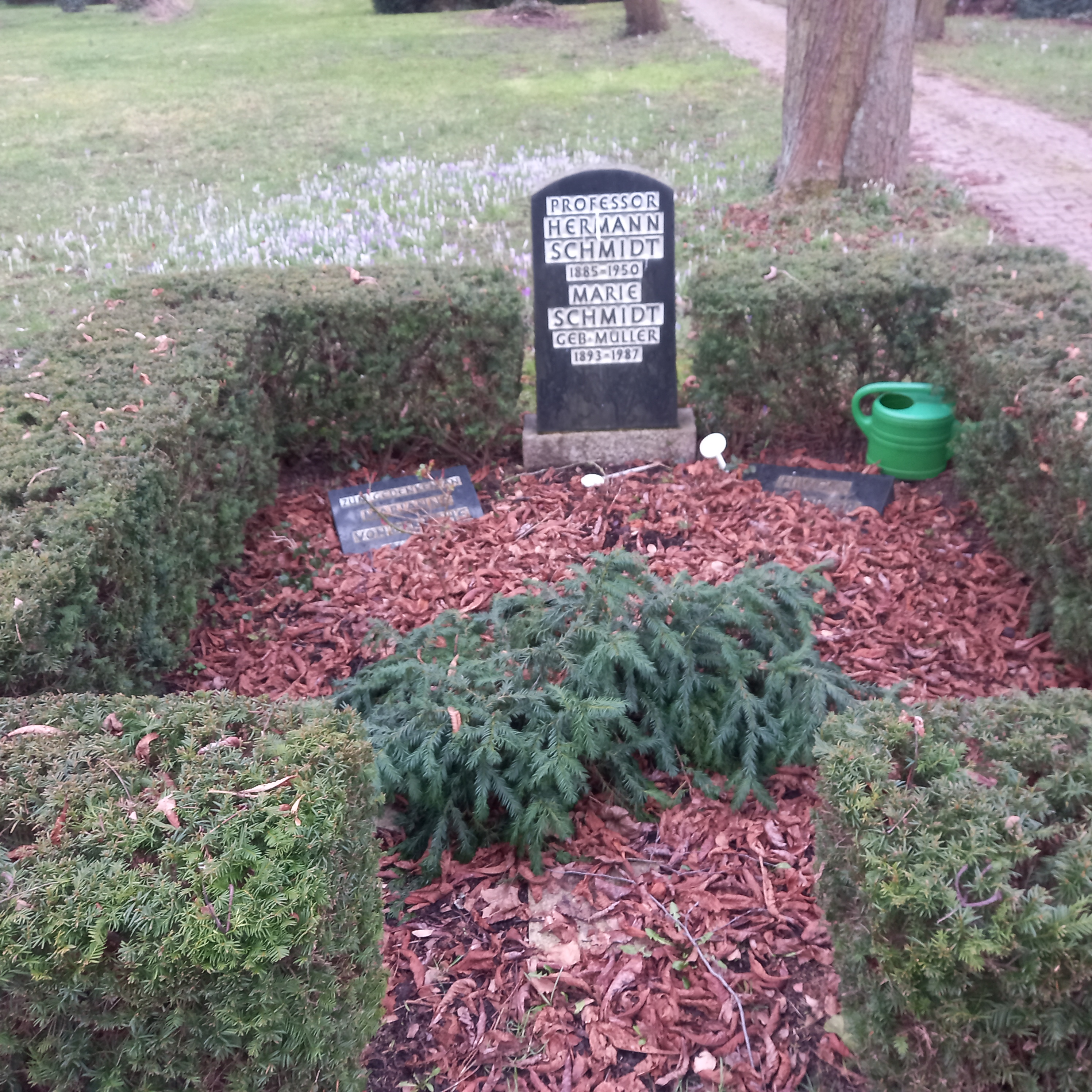
Das Grab von Hermann Schmidt und seiner Ehefrau Marie geborene Müller auf dem Heilig-Kreuz-Kirchhof in Berlin

Hermann Theodor Gottlieb Schmidt (* 9. März 1885 in Gera; † 5. Oktober 1950 in Berlin-Tempelhof) war ein deutscher Dirigent, Heeresobermusikinspizient der deutschen Reichswehr und Wehrmacht sowie Professor an der Staatlichen akademischen Hochschule für Musik in Berlin. Er war der Verfasser der Heeresdruckvorschrift (H.Dv. 34) Verzeichnis „Deutsche Heeresmärsche“ und Bearbeiter mehrerer deutscher Armeemärsche.

## Biografie

### Kaiserheer
Hermann Schmidt wurde am 9. März 1885 in Gera geboren. Er war das neunte Kind unter zwölf Geschwistern in der Familie eines Reichsbahnbeamten. Schmidt bekam den ersten Violinunterricht vom Stadtmusikus Hartung und besuchte daraufhin eine Musikschule in Ronneburg. Am 1. April 1903 trat Schmidt in das Infanterie-Regiment von Wittich (3. Kurhessische) Nr. 83, das in Kassel stationiert war, ein. Der junge Musiker wurde als Konzertmeister des Musikkorps mit dem Nebeninstrument 1. Klarinette eingesetzt. Darüber hinaus war Schmidt als Musiker im Orchester des hessischen Staatstheaters ständig mitwirkend, was nicht zuletzt mit Hilfe des Hofkapellmeisters Professor Dr. Beyer ermöglicht wurde. 1909 wurde Schmidt zum Studium an die Königliche akademische Hochschule für Musik in Charlottenburg abkommandiert, das er mit dem Prädikat ganz vorzüglich geeignet abschloss. Am 1. April 1913 wurde Hermann Schmidt zum Musikmeister ernannt und wechselte zum Füsilier-Regiment General-Feldmarschall Graf Moltke (Schlesischen) Nr. 38 in Glatz. Die nahe liegenden Kurorte und Bäder eröffneten vorzügliche Möglichkeiten für das konzertante Betätigungsfeld des Musikkorps, was Schmidt nicht nur den Ruf eines begabten Orchesterleiters brachte. Durch zahlreiche Auftritte erwies er sich ebenfalls als talentierter Solist und gefragter Geigenlehrer.

### Erster Weltkrieg
Während des Ersten Weltkrieges leistete Hermann Schmidt den Dienst bei seinem Regiment, wofür er später sechs Kriegsauszeichnungen, unter anderem das Eiserne Kreuz I. Klasse sowie andere Dekorationen erhielt.

### Reichswehr
Nach dem Krieg war Schmidt 1920 kurzzeitig als Musikmeister beim Musikkorps der Sicherheitspolizei Breslau engagiert, wo er sich durch rege Konzerttätigkeit, auch in Konkurrenz mit zwei Sinfonieorchestern stehend, auszeichnete. Auffallend bei seinen Platzkonzerten war sein auswendiges Dirigieren. Daraufhin wechselte Schmidt zum Musikkorps des Ausbildungsbataillons des 14. (Badischen) Infanterie-Regiments der Reichswehr mit der Garnison in Donaueschingen. Als Dirigent nahm er mit seinem Orchester aktiv an den Donaueschinger Musikfesten teil, wo er sowohl eigene Werke aufführte als auch Werke von namhaften Komponisten wie Paul Hindemith, Ernst Krenek und Ernst Toch dirigierte. Dabei trat Schmidt auch als Pianist, Klarinettist und Geiger hervor. Im Jahre 1927 erfolgte seine Versetzung zum Musikkorps des III. Bataillons des 10. (Sächsischen) Infanterie-Regiment in Dresden, wo er und sein 24-Mann-Musikkorps an den Wachablösungen und Platzkonzerten vor dem Blockhaus mitmachten. Seiner dortigen Bekanntschaft mit der sächsischen Marschmusik verdanken etliche sächsische Präsentier- und Parademärsche die spätere Bearbeitung und Aufnahme in das Verzeichnis „Deutsche Heeresmärsche“. Im November 1929 wurde Schmidt zum Obermusikmeister befördert.
Nach dem Tod von Oskar Hackenberger wurde Hermann Schmidt am 6. Dezember 1929 Lehrer für Musikmeisterausbildung an der Staatlichen akademischen Hochschule für Musik in Berlin-Charlottenburg. 1930 wurde er zum Nachfolger Hackenbergers im Amt des Heeresmusikinspizienten.

### Wehrmacht
1933 stellte Heeresmusikinspizient Schmidt die erste Version des Verzeichnisses „Deutsche Heeresmärsche“ zusammen, welche auf der bereits existierenden preußischen Armeemarschsammlung beruhte. Die ersten Weisungen für die Zusammenstellung einer Heeresmarschsammlung, die die zu dieser Zeit zu voluminöse Armeemarschsammlung ersetzen sollte, ergingen seitens des Reichswehrministeriums zwar bereits 1925, wurden aber von den Vorgängern Schmidts ignoriert. Die neue Sammlung schloss 218 veraltete und vergessene Stücke aus, wurde durch neue marschmusikalische Piecen aus Bayern und Sachsen ergänzt und neu nummeriert. Des Weiteren setzte Schmidt die Herausgabe der gedruckten Stimmen für den Dienstgebrauch beim Heer fort und gab 1933 die 4. Folge der gedruckten Armeemarschpartituren heraus. Bereits im darauffolgenden Jahr wurden auf Anregung des Reichswehrministeriums erste Änderungen vorgenommen: Infolgedessen verschwanden aus dem Verzeichnis die Märsche, die in Verbindung mit jüdischen Komponisten standen, vor allem etliche Märsche nach Motiven oder aus den Opern von Giacomo Meyerbeer und Jacques Offenbach. Am 15. Dezember 1933 wurde Schmidt zum Professor für Komposition und Tonsatz an der Berliner Musikhochschule ernannt. Im selben Jahr wurde er Mitglied des Ehrenpräsidiums der Deutschen Musik-Premieren-Bühne e.V. in Dresden.
Der Aufbau der Wehrmacht erforderte auch die Aufstellung mehrerer neuer Musikkorps bei der Truppe, was aufgrund der Konkurrenz von Seiten der nationalsozialistischen Verbände und Organisationen, die ebenfalls einen Bedarf an Blaskapellen decken mussten, nur schwierig vonstattenging und die Erhaltung des musikalischen Kerns verlangte. Allerdings erfolgte dieser Prozess nicht immer reibungslos, denn der qualitative Unterschied zwischen den Musikkorps des Heeres blieb in gewissem Maße bestehen. Diese Vermehrung der Militärorchester bedurfte der Schaffung einer zweiten Inspizientenstelle, die Professor Adolf Berdien seit 1936 bekleidete. Der Höhepunkt dieser Leistung war die Erstellung der Bestimmungen für die Musik- und Trompetenkorps des Heeres, die den beruflichen Status der Militärmusiker, die Handhabung der Instrumente sowie die Grundlagen des Exerzierdiensts für die Musikkorps festlegten. Somit standen den Infanterie- und Jägerregimentern die Musikkorps in der Stärke von 37 Mann (beim Wachregiment Berlin 47 Mann), den Infanterie-, Jäger- und Pionierbataillonen sowie den Kavallerie- und Artillerieregimentern die Musik- bzw. Trompetenkorps in der Stärke von 27 Mann zur Verfügung. Eine weitere Aufgabe bestand darin, die traditionelle Heeres- bzw. Infanteriemusik gegen die sich anbahnende, neu organisierte Luftwaffenmusik, die der Luftwaffenmusikinspizient Hans Felix Husadel verkörperte, zu bewahren, was Schmidt durch zahlreiche Konzerte und Schaffung neuer Werke meisterte. Eine weitere Leistung war die Wiederbelebung der Jägermusik, die ihren Gebrauch bei den Jäger- und Gebirgsjägertruppen (mit Ausnahme der Gebirgsartillerie, welche über Trompeterkorps verfügten) fand. Für diese Musikgattung wurden neue Instrumente entwickelt, beschaffen, erste Versuche in den Hochschulklassen der Hochschule für Musik unternommen sowie neue Hörnersignale festgeschrieben. Außerdem stellte Schmidt die neue Gattung der Militärmusik, nämlich die Panzermusik auf, die die zunehmende Motorisierung der Panzerwaffe durch die entsprechende instrumentale Zusammensetzung (vor allem zunächst durch die Pauken, später durch das verstärkte Infanterieschlagwerk, also doppelte und dreifache Beckenpaare) sowie durch das neue scharfe Klangbild widerspiegeln sollte. Unter anderem organisierte Heeresmusikinspizient Hermann Schmidt auch die Großkonzerte für die Wehrmacht. Das markanteste Beispiel dafür war ein Monster-Konzert anlässlich der Olympischen Spiele am 13. August 1936, wobei 1777 Militärmusiker und 1406 Soldaten mitwirkten und wofür Professor Schmidt und Professor Husadel die Leitung übernahmen. Auch bei der Konzertreise deutscher Musikkorps nach Rom im Jahre 1938 entfaltete Schmidt erneut sein Organisationstalent. Am 1. Oktober 1938 wurde Schmidt zum Heeresobermusikinspizienten befördert. Während des Zweiten Weltkrieges leitete er die musikalischen Rundfunkveranstaltungen und Konzerte weiter, unter anderem ein Großkonzert der Wehrmacht im besetzten Paris am 9. Juli 1940. Allerdings wurden die Musikmeister des Heeres im Laufe des Krieges immer häufiger als Truppenoffiziere verwendet. Die meisten Heeresmusikkorps wurden im März 1944 aufgelöst, nur die Musikkorps auf Divisionsebene waren in der Stärke von einem Musikmeister und 27 Musikern erhalten. Alle anderen Musikoffiziere und Musiksoldaten waren von daher an die Front abgestellt.
Infolge der Streitkräftevermehrung musste Schmidt als Professor auch mit dem Zulauf neuerer Musikmeisteranwärter an der Berliner Musikhochschule rechnen, was zur Lockerung der Aufnahmeprüfungen im Jahre 1935 führte, denn auch die Kommandobehörden der neuen Wehrmacht forderten eine möglichst vollständige Aufnahme aller Kandidaten, um den Bedarf an Militärdirigenten bei den aufzustellenden Musikkorps der neuen Wehrmacht abzudecken. Dies führte dazu, dass man die Ersatzmaßnahmen wie die Beauftragung fähiger Korpsältester mit der Führung des Klangkörpers oder die Reaktivierung älterer Musikmeister ergreifen musste. In den nächsten Jahren 1936 und 1937 wurden die Aufnahmeprüfungen wieder streng abgehalten, sodass etwa 1/3 und 1/4 der Kandidaten jeweils ausgesiebt wurde, wobei eine Wiederholungsprüfung in einigen Fällen gestattet wurde. Darüber hinaus erfolgte ab 1935 die tatsächliche Verselbstständigung der Musikmeisterausbildung bei der Luftwaffe, obwohl die künftigen Musikmeister der Luftwaffe ebenfalls an der Staatlichen Hochschule für Musik in Berlin ausgebildet wurden. Neben dem Studium machten die Studenten auch öffentliche Auftritte sowohl in Bläser- als auch in Streichbesetzung oder als Männerchor und nahmen Schallplatten auf, was bis in die ersten Kriegsjahre hineindauerte. Im Laufe der Vortragsabende, die unter der Leitung Schmidts veranstaltet wurden, wurde nicht nur das klassische Programm mit den Werken von Mozart, Rachmaninow oder Weber in der Bearbeitung der künftigen Absolventen an der Hochschule vorgetragen, sondern auch zeitgenössische Werke, unter anderem auch die Kompositionen aus der Feder Schmidts. Zu beherrschen waren für die Prüflinge nicht nur die Standardkenntnisse in der Harmonielehre, Stimmführung oder im Dirigieren. Auch die Fähigkeiten zur Ausführung von Klavierstücken (in der Regel leichtere Klaviersonaten) sowie zur Beherrschung mindestens eines Orchesterinstruments mittels eines Solovortrags während der Prüfung wurden examiniert. Die Anwärter unterlagen auch der truppendienstlichen Ausbildung gemäß dem Exerzierreglement je nach der Gattung der Heeresmusik, unter anderem auf solchen Gebieten wie der Zeichensetzung für das Musikkorps, dem Ein- und Nachschwenken bei den Militärparaden, dem Vortragen der Signale oder dem Reiten für die Musikmeister der berittenen Truppen, wofür den Studenten die Musikkorps der Berliner Garnison zur Verfügung gestellt waren. Allerdings beschwerten sich einige Schüler wegen eines strengen, ja auch musikalisch konservativen Regiments, das Schmidt in seiner Klasse führte. Des Weiteren wurde am 25. November 1935 die erste Militärmusikschule des Heeres in Bückeburg zur Ausbildung der Militärmusiker eröffnet, ebenfalls in Anwesenheit des Heeresmusikinspizienten. Nach dem Beginn des Zweiten Weltkrieges kam es – im Gegensatz zum Ersten Weltkrieg – zu keiner Unterrichtsunterbrechung an der Hochschule, wobei die militärische Ausbildung allerdings kriegsbedingt erweitert wurde, ohne das Niveau des musikalischen Unterrichts erheblich zu behindern. Die Zahl der Kandidaten sank im Laufe des Krieges auch durch die Abkommandierung zu den kämpfenden Truppen allmählich. Die letzte Musikmeisterprüfung fand im Oktober 1944 statt, dann folgte die Auflösung aller Musikmeisterlehrgänge am 28. Oktober 1944 mit der Versetzung der letzten Studierenden an die Front, zum Grenadier-Ersatz-Bataillon 9. Obwohl Schmidt zu Kriegsende bereits pensioniert war und als Zivilist galt, wurde er dennoch als Kriegsgefangener behandelt und geriet in die sowjetische Kriegsgefangenschaft, aus der er nach einiger Zeit entlassen wurde.
Hermann Schmidt starb am Gehirnschlag am 5. Oktober 1950 in Berlin-Tempelhof. Sein Nachlass befindet sich im Archiv des Staatlichen Instituts für Musikforschung Berlin. Seine Ehefrau war Marie Müller. Aus dieser Beziehung ging die Tochter Marianne (1914–1960) hervor, die 1943 den Kaufmann Dietrich von der Lühe heiratete. Eine derer beiden Töchter und damit Enkelin des Hermann Schmidt war die Autorin Irmela von der Lühe.

## Werke (Auswahl)

### Werke für Blasorchester
- 1933 Cherusker-Ruf (Fanfarenmarsch)
- 1933 Heroische Ouvertüre, für Militärmusik
- 1933 Mit frohem Mut (Parademarsch der Kraftfahr-Kampftruppen)
- 1933 Sachsentreue (Marsch)
- 1934 Marsch über das Lied „Volk ans Gewehr“ (Heeresmarsch III A, 68)
- 1936 Aufklang (Eine Folge von Heeresmusik für Fanfarentrompeten, Jagdhörner und Spielleute ad libitum)
- 1936 Aufmarsch der Spielleute der Wachtruppe
- 1936 Jagd-Idyll, für Jagdhörner und Jägermusik
- 1937 Klarinetten-Konzert
- 1937 Führer-Fanfare in B-Dur und Es-Dur, für Militärmusik
- 1937 Panzer-Reiter-Marsch (Heeresmarsch III A, 70)
- 1937 Parademarsch der Panzer-Abwehr-Abteilung 40
- 1938 Fantasie über vier deutsche Lieder, für Blasorchester
- 1938 Gebirgsjäger (Marsch)
- 1939 Stürmende Jugend (Marsch)
- 1939 Weichsel und Warthe (Marsch der Deutschen in Polen)
- 1940 Panzermarsch
- 1941 Großer Zapfenstreich der Jäger
- Deutsche Reiterfanfare (Heeresmarsch III A, 59)
- Konzert für Klarinette und Orchester
- Musik zu einem Wintermärchen
- Nächtliche Heerschau (Sinfonische Dichtung)

### Lieder
- 1933 Was unsere Reichswehr singt! (Gesangs-Potpourri)
- 1935 Was der Arbeitsdienst singt (Potpourri)
- 1938 Was die Wehrmacht singt (Potpourri für Chor und Musikkorps)
- 1939 Wir schritten lange Seit an Seit

### Hörbeispiele
- Sachsentreue auf YouTube, aufgenommen vom Heeresmusikkorps 5, Koblenz; Leitung: Oberstleutnant Georg Czerner.
- Helmstadt-Marsch auf YouTube, aufgenommen vom Militär-Orchester der Reichswehr; Leitung: Heeresmusikinspizient Hermann Schmidt.